# 温湛滨
温湛滨（1971年1月—），中华人民共和国政治人物，汉族，广东湛江人，中国共产党党员，第十三届全国人民代表大会广东地区代表。汕头市委书记。

## 生平
1993年毕业于华南师范大学外语系。曾任阳山县县长和该县县委书记，中共清远市委常委，清城区委书记等职务，2016年7月出任阳江市人民政府市长。2018年2月24日，当选为第十三届全国人大代表。
2021年8月任中共汕头市委书记。